# زمین‌لرزه ۱۹۹۷ پاکستان
زمین‌لرزه پاکستان  در تاریخ ۱۹ مارس ۱۹۹۷ میلادی، برابر با ‎۲۹ اسفند ۱۳۷۵، ساعت ۱۹:۵۷:۱۱ به زمان یوتی‌سی در پاکستان رخ داد. ژرفای این زلزله ۱۵ کیلومتر بود، و بزرگی آن ۴٫۹ در مقیاس Mb اعلام شده‌است. زمین‌لرزه به وقت محلی در روز پنج‌شنبه، ساعت ۰ روی داده و منطقه زمانی آن یوتی‌سی +۵ بوده‌است .
سازمان زمین‌شناسی آمریکا نیز رومرکز این زمین‌لرزه را در مختصات ۳۴°۵۲′۱۹″شمالی ۷۱°۳۷′۱۲″شرقی / ۳۴٫۸۷۲°شمالی ۷۱٫۶۲°شرقی و ژرفای آنرا در ۵۰ کیلومتر گزارش کرده‌است. بزرگی برگزیدهٔ این سازمان از میان بزرگیهای محاسبه‌شدهٔ مختلف ۴٫۹ در مقیاس Mb بوده و از دید اثر، در میان چهار دسته‌بندی «نامحسوس»، «محسوس»، «زیان‌آور» یا «با تلفات»، زلزله را «با تلفات» اعلام کرده‌است.
شمار کشتگان زلزله حدود ۱۵ نفر بوده‌است.